# Bélyeggyűjtés

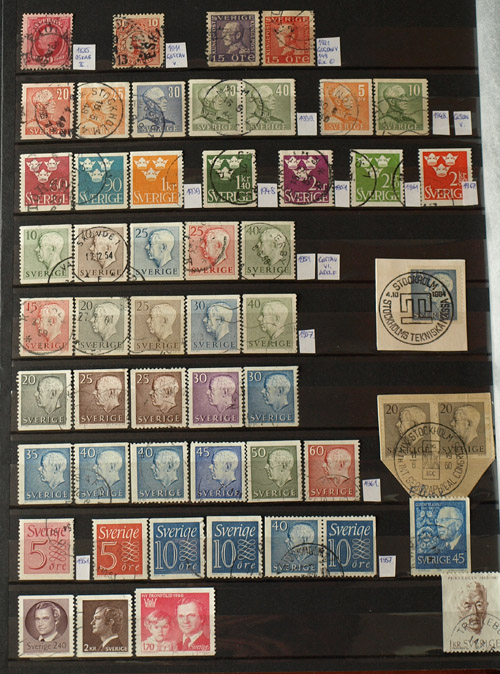
Bélyeggyűjtemény egy oldala

A bélyeggyűjtés a postabélyegek gyűjtésével foglalkozó tevékenységet jelenti. Egyike a világ legnépszerűbb hobbijainak. Csak az USA-ban 20 millióra becsülik a bélyeggyűjtők számát.
A bélyeggyűjtésen belül a (görög szavakból képzett) filatélia kifejezés a postai díjak és hatóságok fiskális bevételeinek elszámolása céljából készített postai és illetékbélyegek, valamint a hozzájuk kapcsolható tárgyak, mint például bélyeggel ellátott borítékok, csomagok, bélyeggel ellátott okiratok gyűjtésére korlátozódik. A további számos egyéb bélyegfajta (pl. a tagdíj, vagy a reklámbélyegek) az ún. parafilatéliával foglalkozók érdeklődésének tárgya.

## A bélyeggyűjtés története

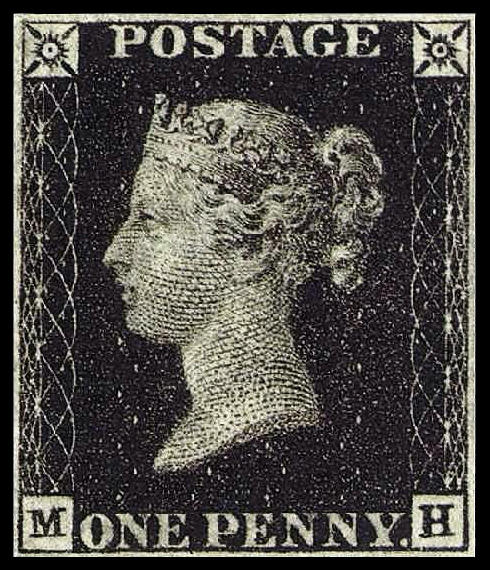
Az első bélyeg, az 1840-es Penny Black

Az első postai bélyeg a Penny Black volt, melyet Angliában adtak ki 1840-ben. Az ifjú Viktória brit királynőt ábrázolta, s a szélei nem voltak perforálva, emiatt ollóval kellett kivágni az ívből.
Az első bélyeggyűjtők (az 1860-as–1870-es években) gyerekek és tinédzserek voltak, akkoriban a bélyeggyűjtést sok felnőtt gyerekes elfoglaltságnak tartotta.[forrás?]
Az 1920-as évek táján az értékes bélyegekről szóló hírverések által megnövekedett a bélyeggyűjtők száma. A postai bélyegek árának gyors emelkedését leginkább annak lehetett tulajdonítani, hogy nagyon kevés idősebb bélyeg maradt meg jó állapotban. A legritkább daraboknak a dupla vagy tripla bélyegek, illetve a bélyegblokkok számítottak.

## A Magyarországon használt posta- és illetékbélyegek története

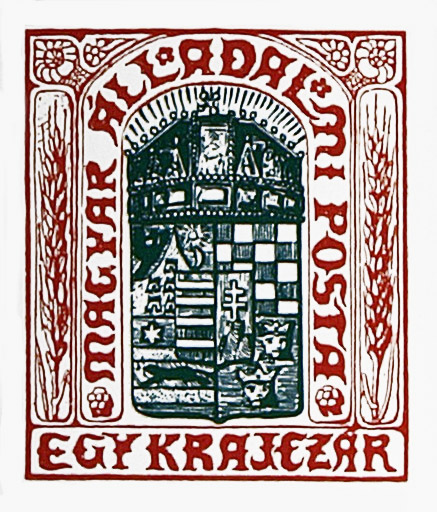
Than Mór bélyegterve, 1848-ból

A Magyar Postaigazgatás, a kiegyezés után néhány évvel, 1871-ben kezdte meg az önálló bélyegkiadást. Than Mór festőművész már 1848-ban elkészített egy bélyegtervet, de ezt az 1848–49-es forradalom és szabadságharc után nem követte bélyegkiadás. Az osztrák kormány 1850-ben bocsátotta ki az első osztrák postabélyegeket, majd 1854-ben a világ első felragasztható illetékbélyegeit. Ezek Magyarországon is forgalomban voltak, az osztrák postabélyegeket 1867. június 15-éig, az illetékbélyegeket június 30-ig használhatták fel bérmentesítésre illetve illetékfizetésre. A Magyarországon használt osztrák bélyegek ezért a magyar gyűjtemények részét (is) képezik. A kiegyezés évében a magyar és az osztrák kormány közös postabélyegek kiadásában egyezett meg, amit az osztrák állami nyomda gyártott le. Ezek a bélyegek 1871. július 31-éig voltak felhasználhatók. 1868-ban alakult meg a magyar Állami Nyomda. A bélyegek gyártására való felkészülés éveket vett igénybe, így az első hazai gyártású (illeték)bélyegek gyártását 1870. október 1-jén kezdték meg és az ezt követő hetekben kerültek forgalomba. Ezeket követték az 1871 májusának elején forgalomba hozott első magyar gyártású (kőnyomatos) postabélyegek.
1874–1881 között a színes számú krajcáros bélyegeket, 1888–1899 között a fekete számú krajcárost és 1900–1913 között a turulos bélyegeket adták ki. 39 év alatt, a hírlapbélyeggel együtt, sok milliárdot. Ezekből, a belföldön bérmentesített levelezőlapokhoz és levelekhez szükséges bélyegek kivételével (mint például a 2, 5 és 10 filléresek), viszonylag kevés maradt fenn. 1881-től a bélyegeket vízjeles papírokra nyomtatták. Az I-es vízjellel indultak és 1913-ban a VII-es vízjelű bélyegek voltak forgalomban. A különböző vízjelállások kigyűjtése, a vízjelhibák, az eltérések, a nyomdahibák és „csinálmányok” sok örömet szereztek a gyűjtőknek. A vízjelek azonosítása nem volt egyszerű feladat, odafigyelést és tapasztalatot igényelt. Ezért a 100-as kötegeket készítők kezdetben szét sem válogatták vízjel szerint a bélyegeket, így azok vegyesen kerültek a kötegekbe. A bélyegek vízjeles papírra nyomtatása 1962-ben, a XIII-as vízjellel szűnt meg. Szintén nagy odafigyelést igényelt a bélyegek sokféle fogazása, így kezdetben ezek is vegyesen kerültek a kötegekbe.

## A bélyeggyűjtésről általában
- „A bármit is gyűjtő ember színesebben éli meg napjait.”
- „Egy érdekes és hasznos, megnyugtató és kevés kiadást igénylő gyűjtési ág.”

Legtöbben azon ország bélyegeit gyűjtik, ahol élnek, vagy korábban éltek, illetve ismerik azt, beszélik nyelvét. A magyar bélyegeket a világ minden részén gyűjtik.
Aki a Magyarországon kiadott bélyegeket gyűjti, arra törekszik, hogy lehetőleg a bélyegkiadás kezdetétől, de legalább 1900-tól, vagy 1913-tól teljes, postatiszta vagy használt bélyeggyűjteménye legyen. Ehhez a legtöbb gyűjtőnek sok évtized kell, és még akkor sem teljes a kollekciója. A magyar bélyegek mellett sokan gyűjtenek külföldit is, például egy vagy több ország minden kiadott bélyegét. Széles tábora van a motívumgyűjtésnek: például a gyűjtő elhatározza, hogy a vasúttal összefüggő, Magyarországon vagy a világon kiadott minden bélyeget gyűjt. Tetszés szerint lehet gyűjteni a bélyegen megjelenő témák bármelyikét, például sport, lepke, ló, kutya, macska, kerékpár, autó, hajó, repülőgép stb. A bündliben 100 egyforma bélyeg van.

## Bélyeggyűjtés a 21. században
Manapság a bélyeggyűjtés veszített korábbi – vitathatatlanul nagy – népszerűségéből. A mobilkommunikáció és az elektronikus, internetes levelezés (e-mail, MSN, Skype stb.) térnyerésével a magánemberek többsége leszokott a kézzel írott levelek küldéséről, ami a bélyegek egyik legjellemzőbb megjelenési formája az emberek életében. A gyors, praktikus mobil és internetes kommunikációhoz képest a papíralapú levelezés hosszadalmas és bizonytalan, ráadásul a küldemény útközben akár el is kallódhat. Emiatt a korsajátosság miatt a bélyeggyűjtők rendszerint az idősebb korosztály tagjai, akik életében a kommunikáció egyik legfontosabb eszközeként a mainál sokkal inkább jelen voltak a bélyegek. Fiatalok ma már ritkábban érdeklődnek a bélyegek iránt, mert az ő életükhöz ezek már nem kötődnek annyira. A gyűjtők azonban még ma is rendszeresen és számottevő mennyiségben vásárolják és mintegy „raktározzák” – többnyire használatlanul – az újonnan megjelenő bélyegeket. A jelenkori bélyegekből a korszerű technológia és minőség-ellenőrzés miatt ráadásul alig kerülnek ki olyan ritkaságok, amelyek hosszú távon értékké válhatnának. Aki tehát manapság esetleg befektetés céljából adná a fejét bélyeggyűjtésre, az elsősorban a postai bevételek növelése érdekében, forgalmi cél helyett pusztán a gyűjtői igényeket kihasználó, és emiatt többnyire öncélú modern bélyegkiadások esetében valószínűleg csalódni fog, míg ennek a csalódásnak az elkerülésére az un. klasszikus bélyegek esetén is csak jelentős időbefektetéssel megszerezhető tudás és megbízható tapasztalat birtokában van esélye. Egy ország filatéliai tudása ugyanakkor nem pusztán öncélú tevékenység, hanem történelmi segédtudomány, mely egyben a nemzeti kultúra része is. A filatélia magasabb szintű művelői a bélyegekről szóló szakirodalom révén ugyanis minden korban a bélyegképek által kifejezett, a társadalom számára fontosnak tekintett kulturális értékeket jelenítik és őrzik meg, valamint adják tovább az utókornak.

## Szervezetek
- MABÉOSZ (Magyar Bélyeggyűjtők Országos Szövetsége)
- Mafitt (Magyar Filatéliai Tudományos Társaság)
- Federation International Philetelists (Nemzetközi Filatéliai Szövetség)
- American Philatelic Society (Amerikai Bélyeggyűjtő Közösség)
- Royal Philatelic Society London
- Bund Deutscher Philatelisten e. V.
- a továbbiakat e számunkra legfontosabb filatéliai szervezetek honlapjáról kiindulva érdemes keresni

## Szakirodalom
- Magyar Bélyegek Monográfiája, I–VII. kötetek
- Szabó Zoltán: A százéves levélbélyeg. 54 képen 342 bélyeg fényképével; Kis Akadémia, Budapest, 1941 (A Kis Akadémia könyvtára)
- Légrádi Dezső: A bélyeggyűjtés; Bélyegtudakozó Központ, Budapest, 1942
- Szabó-Antal Jenő: A bélyeggyűjtés abc-je; Springer Ny., Budapest, 1944
- A magyar bélyeggyűjtés kis kézikönyve; összeáll. Kopré József; szerzői, Keszthely, 1944
- Magyar bélyegkülönlegességek kézikönyve. MABÉOSZ, Budapest, 1956
- Dr. Zlatev István: A magyar postahivatalok 1867–1871 években használt hely- kelet bélyegzései. MABÉOSZ, Budapest, 1983
- Sípos Józsefné: A magyar posta függetlenné válásának története és az 1867. évi első magyar bélyegkiadás. MABÉOSZ, Budapest, 1982
- Visnyovszki Gábor: Bélyegkönyv. Állami Nyomda kiadása, Budapest, 1996
- A bélyeggyűjtés kézikönyve. Útmutató a Magyar Bélyeggyűjtők Országos Szövetsége bélyeggyűjtő köreinek vezetői részére; összeáll. Vas István, szerk. Somogyi Tamás; Magyar Bélyeggyűjtők Országos Szövetsége, Bp., 2004
- Leányfalusi Károly–Soós Ferenc: A magyar bélyeggyűjtők érmei, plakettjei és jelvényei; Martin Opitz, Bp., 2006
- James MacKay: Bélyegek és bélyeggyűjtés. A legteljesebb képes enciklopédia. Nélkülözhetetlen útmutató a világ 3000 híres bélyegének illusztrációjával. Szakszerű útikalauz látványos gyűjtemény összeállításához és tökéletesítéséhez; ford. Harsányi Lucia, Ignácz Krisztián; Kossuth, Bp., 2008
- Nikodém Gabriella–Szabó Jenő: A magyar bélyeg története; Kossuth–Hírközlési Múzeumi Alapítvány, Bp., 2010
- Id. Gazda István: A bélyeg világtörténetéből. Utazás a filatélia klasszikusai között. CD-melléklettel. Budapest, 2015. Magyar Tudománytörténeti Intézet. 263 old.
- Erőss Tamás–Pukler Antal–Sebestyén Imre: Filatéliai kiskáté; Novadat, Győr, 2019
- A Magyar Posta bélyegei